# Auzouville-Auberbosc
Pour les articles homonymes, voir Auzouville (homonymie).
Auzouville-Auberbosc est une ancienne commune française située dans le département de la Seine-Maritime, en Normandie.

## Géographie
Auzouville-Auberbosc est une ancienne commune, commune déléguée de la commune nouvelle Terres-de-Caux dans le pays de Caux située dans le canton de Saint-Valery-en-Caux.

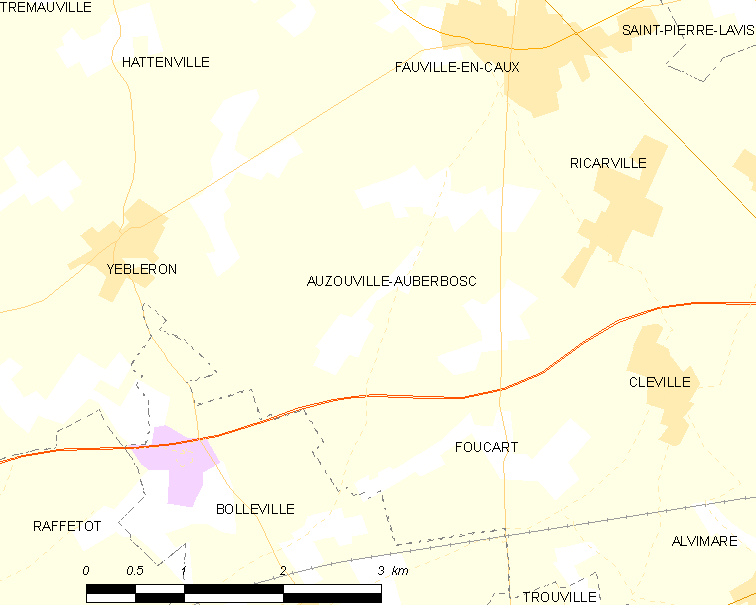
Carte de l'ancienne commune d'Auzouville-Auberbosc.
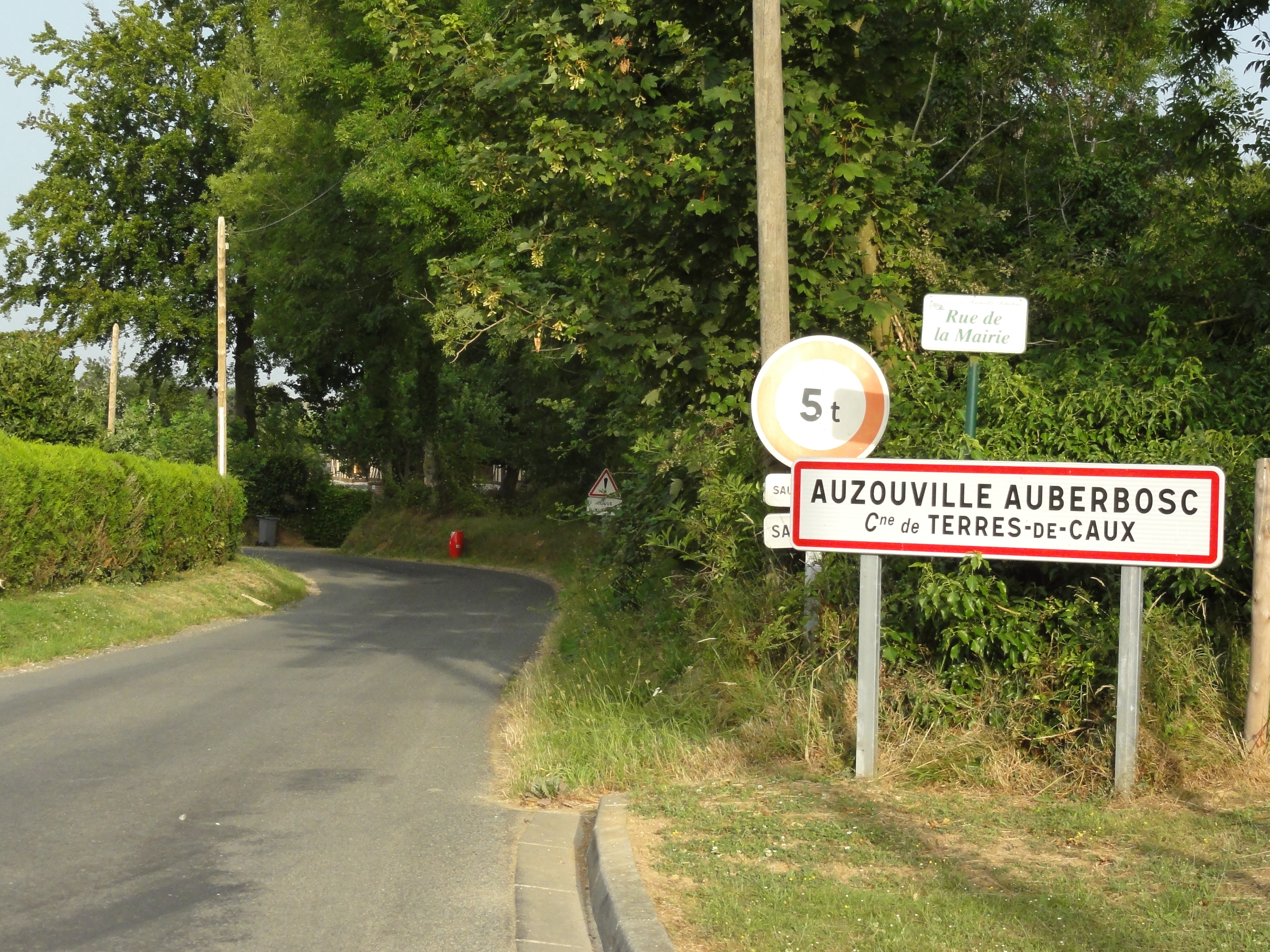
Entrée d'Auzouville-Auberbosc (Auzouville).
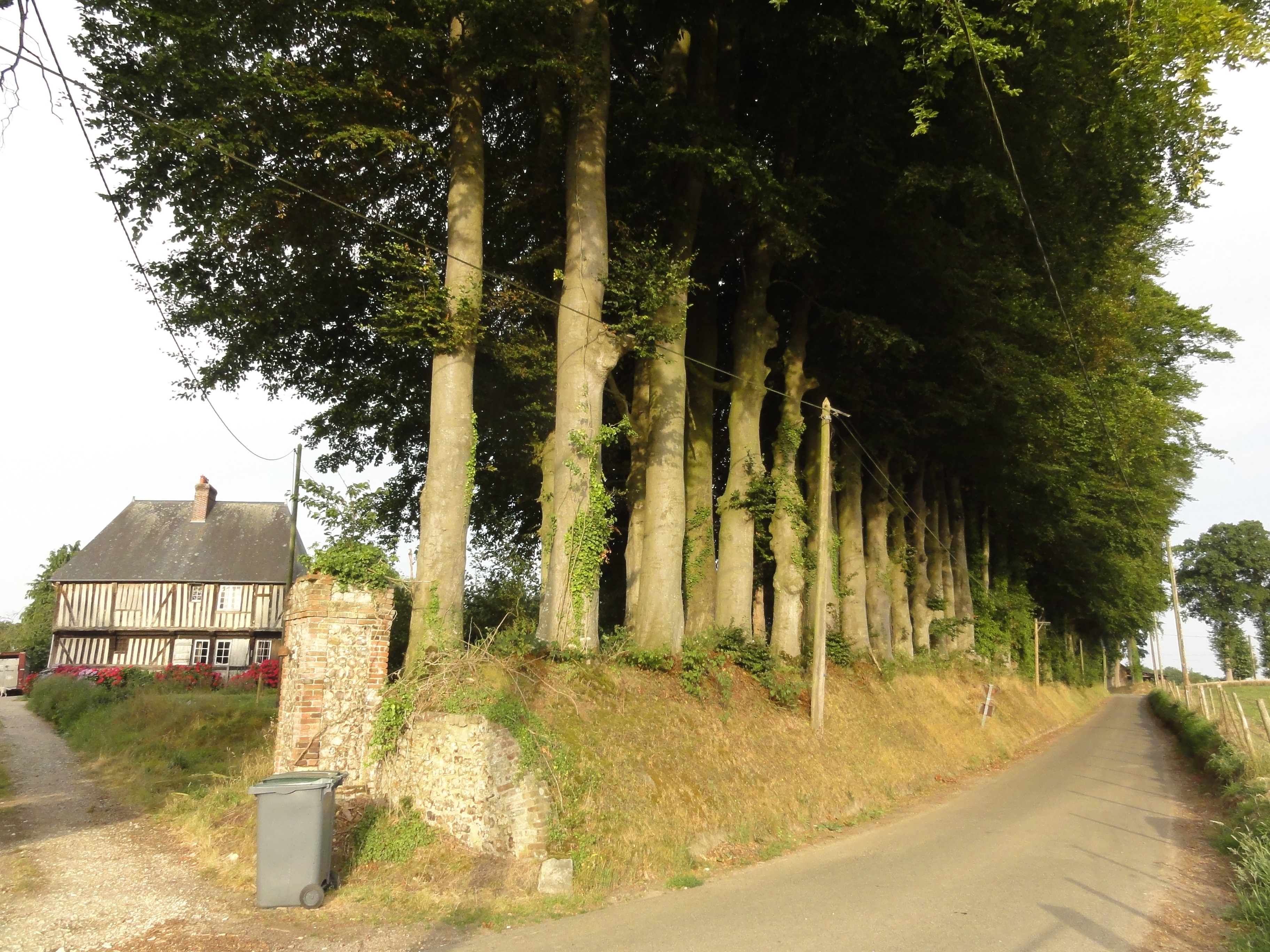
Route d'Auberbosc (Auberbosc).
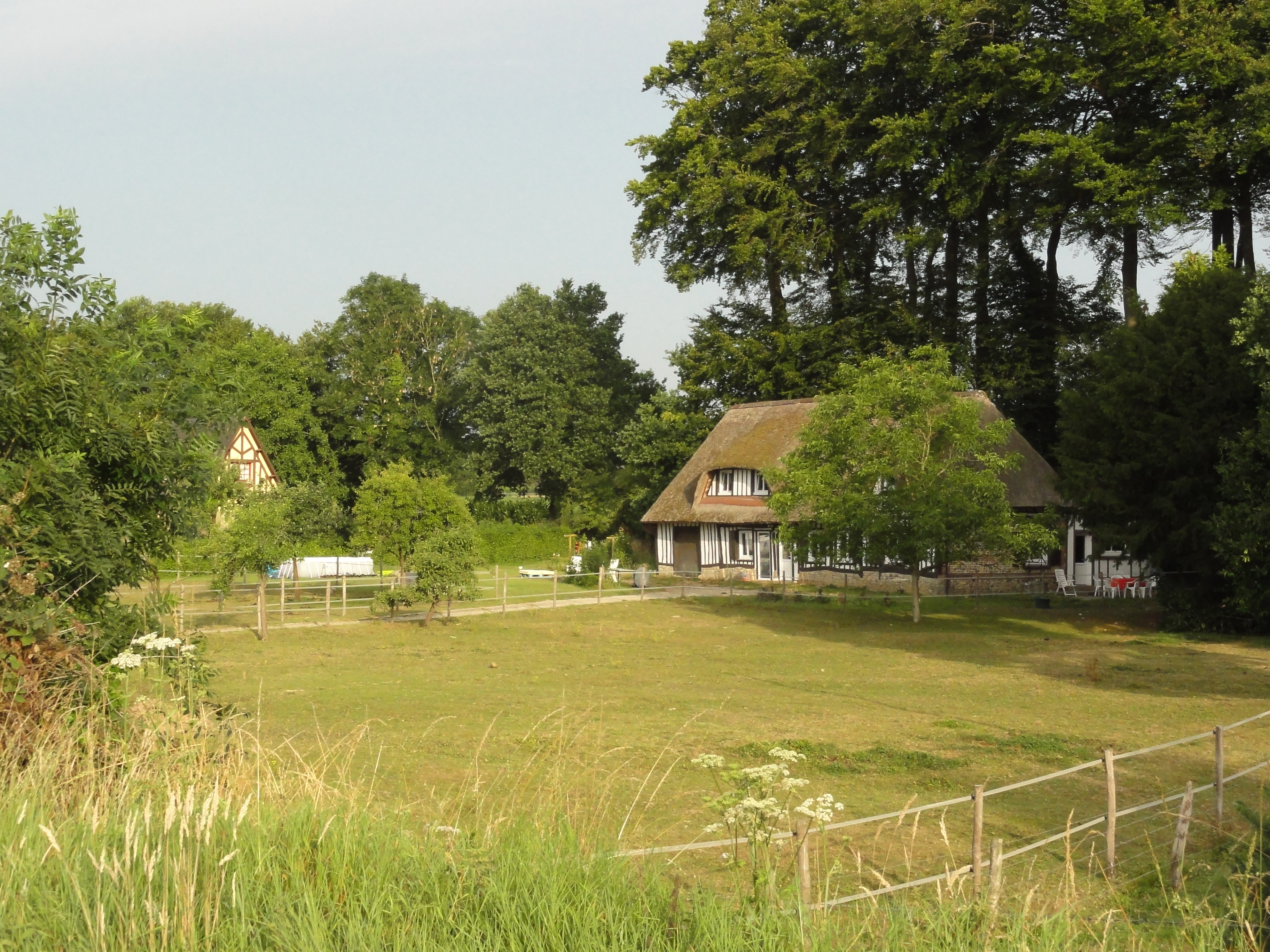
Hameau Joyeux (Auzouville).

## Toponymie
La commune est issue de la fusion entre Auzouville-sur-Fauville et Auberbosc en 1828.

### Auzouville
Le nom de la localité est attesté sous la forme Osouvilla en 1220.
Il s'agit d'une formation toponymique médiévale en -ville : vile signifiait en ancien français « domaine rural, village » (d'où vilain, paysan au Moyen Âge), terme issu du gallo-roman VILLA « grand domaine rural ». En Normandie, ce type de formation toponymique date principalement du Xe siècle.

Le premier élément Auzou- représente un anthroponyme comme c'est généralement le cas dans les formations en -ville. Il s'agit du nom de personne anglo-scandinave Osulf, variante des anthroponymes norrois Ásulfr / ÁsulfR et vieux danois Asulf. Il se perpétue dans les noms de familles normands Osouf et Auzou(x). La signification globale du toponyme est donc celle de « domaine rural d'Osulf ».
Homonymie en Seine-Maritime avec Auzouville-l'Esneval (Yerville, Osulfi villae 1074) ; Auzouville-sur-Ry (Darnétal, Osulvilla 1015) ; Auzouville-sur-Saâne (Bacqueville, Osulvilla 1083 - 1087).

### Auberbosc
Auber- bosc : ancienne paroisse rattachée à la commune.
Prononciation traditionnelle « auberboc » ou « auberbô » .
Le nom de la localité est attesté sous la forme latinisée Ober boscus à la fin du XIIe siècle.
Il s'agit d'une formation toponymique médiévale en -bosc, terminaison qui représente l'appellatif bosc, forme archaïque de bois, très fréquent sous cette forme dans la toponymie du pays de Caux.
 
Le premier élément Auber- représente l'anthroponyme anglo-scandinave Osbern, variante du vieux norrois Ásbiǫrn / Ásbjǫrn, d'où le sens global de « bois d'Osbern ».
Remarque : le groupe Os devenu Ô a généralement été orthographié Au-, digramme qui se prononce de la même manière en français, et ce, sous l'influence d’Au- issu de Al- dans Albert > Aubert. On retrouve cette erreur dans le nom de famille normand Auber issu d'Osbern, souvent confondu avec Aubert.

## Enseignement

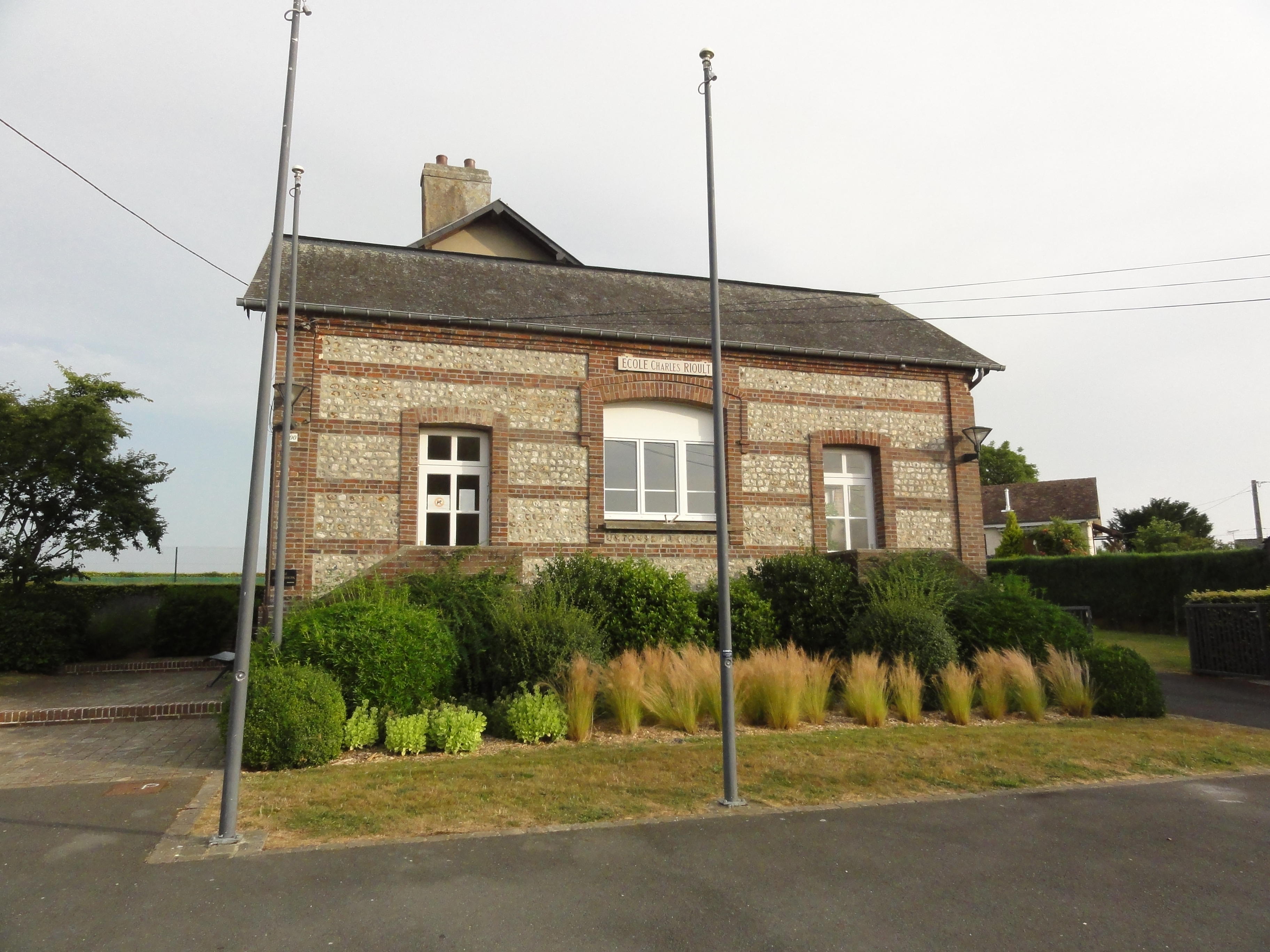
L'école d'Auzouville.

## Politique et administration
| Période                                  | Période  | Identité                  | Étiquette | Qualité                                    |
| ---------------------------------------- | -------- | ------------------------- | --------- | ------------------------------------------ |
| Les données manquantes sont à compléter. |          |                           |           |                                            |
| avant 1995                               | ?        | Marcel Louvet             | DVD       |                                            |
| mars 2001                                | 2014     | Marcel Théry              |           |                                            |
| 2014                                     | mai 2020 | Ghislaine Prunier         |           | Présidente de la CC Cœur de Caux (2000 → ) |
| mai 2020                                 | En cours | Pascal Huby Maire délégué |           |                                            |

## Démographie
L'évolution du nombre d'habitants est connue à travers les recensements de la population effectués dans la commune depuis 1793. Pour les communes de moins de 10 000 habitants, une enquête de recensement portant sur toute la population est réalisée tous les cinq ans, les populations de référence des années intermédiaires étant quant à elles estimées par interpolation ou extrapolation. Pour la commune, le premier recensement exhaustif entrant dans le cadre du nouveau dispositif a été réalisé en 2004.

En 2014, la commune comptait 318 habitants, en évolution de +20 % par rapport à 2008 (Seine-Maritime : +0,35 %, France hors Mayotte : +2,11 %).
| 1793 | 1800 | 1806 | 1821 | 1831 | 1836 | 1841 | 1846 | 1851 |
| ---- | ---- | ---- | ---- | ---- | ---- | ---- | ---- | ---- |
| 135  | 148  | 135  | 135  | 243  | 383  | 401  | 357  | 360  |

| 1856 | 1861 | 1866 | 1872 | 1876 | 1881 | 1886 | 1891 | 1896 |
| ---- | ---- | ---- | ---- | ---- | ---- | ---- | ---- | ---- |
| 367  | 385  | 360  | 372  | 366  | 362  | 355  | 329  | 332  |

| 1901 | 1906 | 1911 | 1921 | 1926 | 1931 | 1936 | 1946 | 1954 |
| ---- | ---- | ---- | ---- | ---- | ---- | ---- | ---- | ---- |
| 309  | 298  | 290  | 224  | 210  | 233  | 219  | 254  | 216  |

| 1962 | 1968 | 1975 | 1982 | 1990 | 1999 | 2004 | 2006 | 2009 |
| ---- | ---- | ---- | ---- | ---- | ---- | ---- | ---- | ---- |
| 230  | 187  | 179  | 202  | 258  | 258  | 268  | 262  | 267  |

| 2014 | - | - | - | - | - | - | - | - |
| ---- | - | - | - | - | - | - | - | - |
| 318  | - | - | - | - | - | - | - | - |

## Vie associative et culturelle

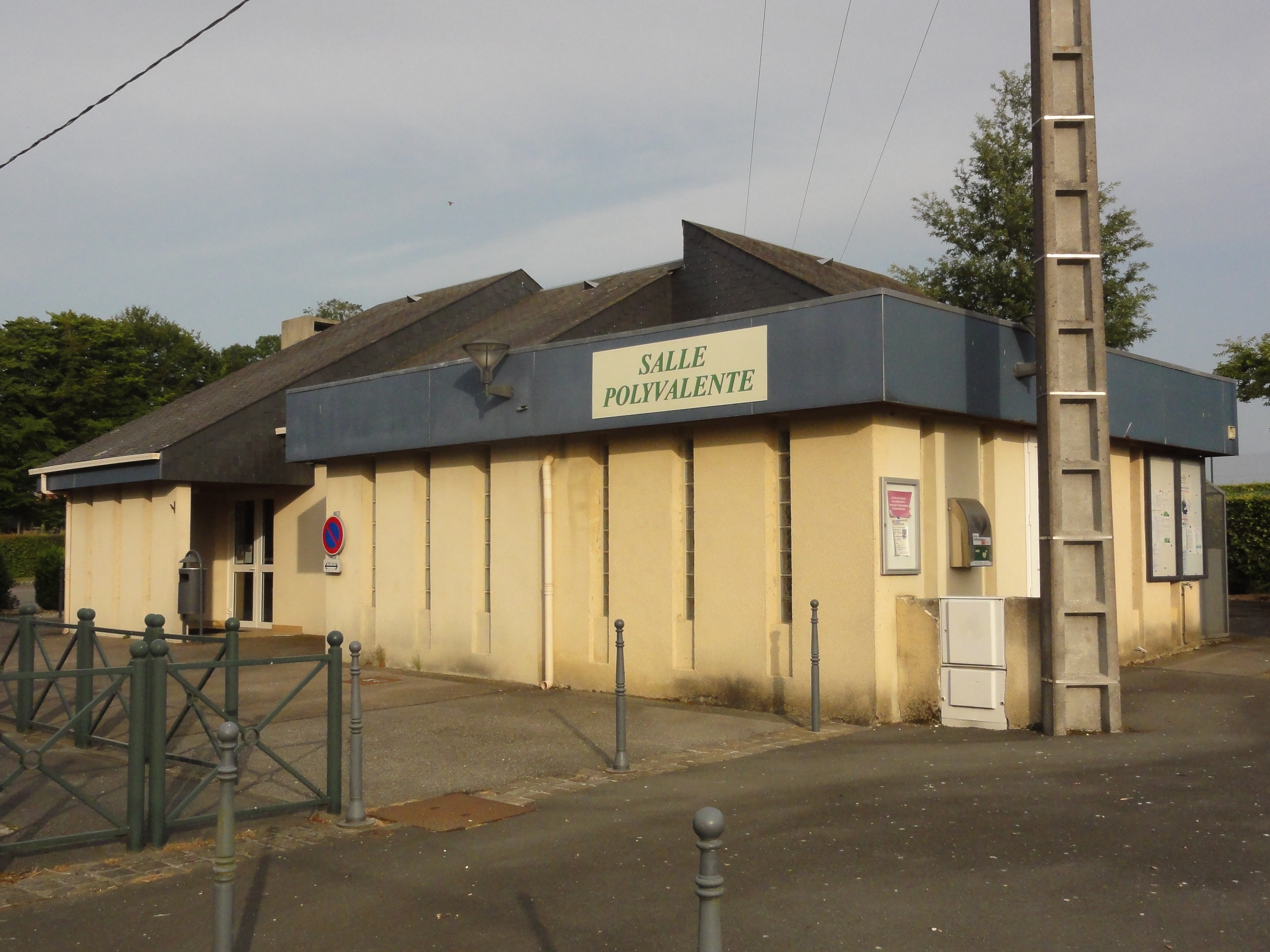
La salle polyvalente d'Auzouville.
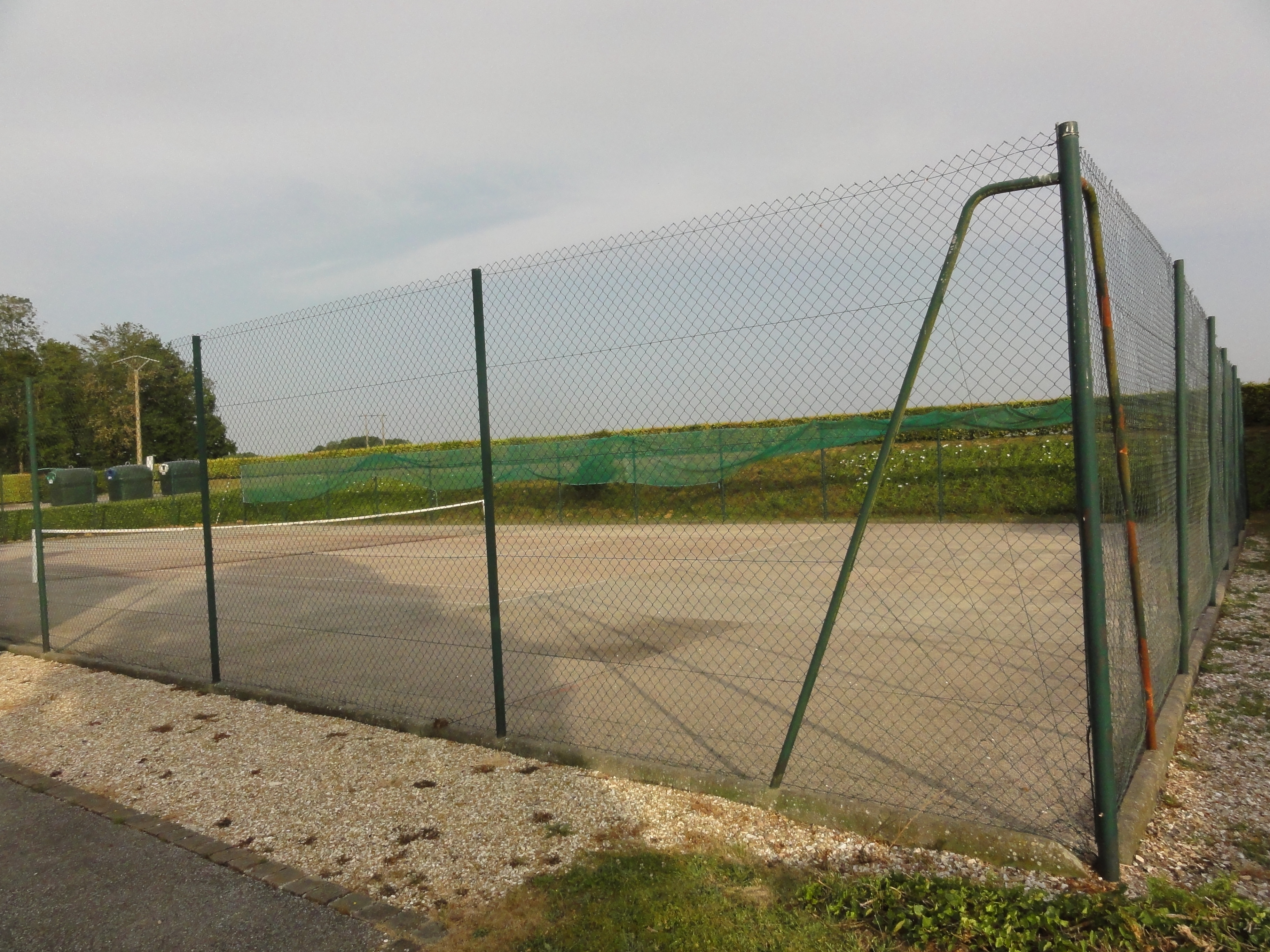
terrain de tennis d'Auzouville.

## Culture locale et patrimoine

### Lieux et monuments
- Église Saint-Léger d'Auzouville des XVIe et XVIIIe siècles conservant des tableaux de Bredel.
- Monument aux morts et carré militaire au cimetière.
- Croix de cimetière.

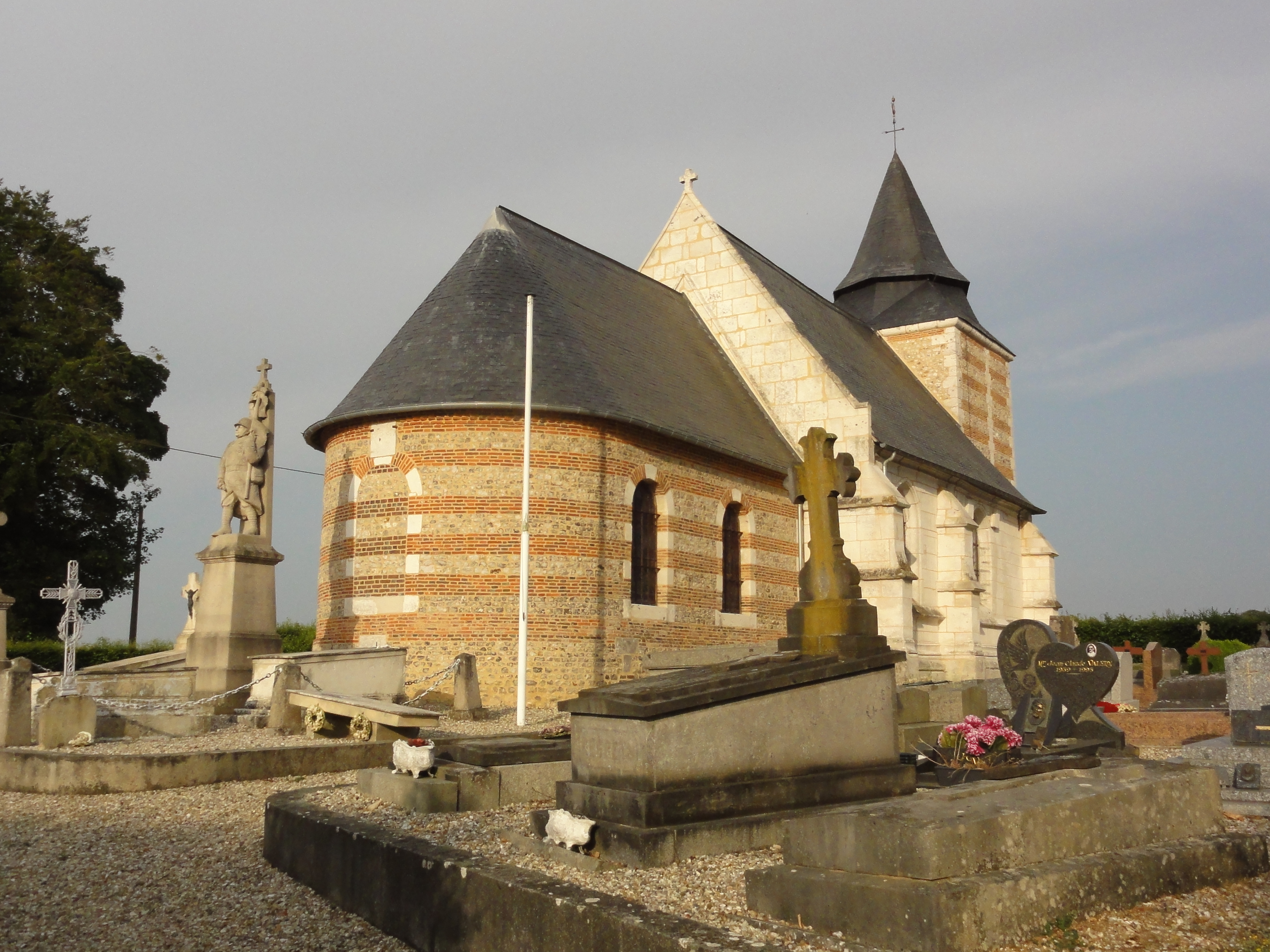
Église Saint-Léger.
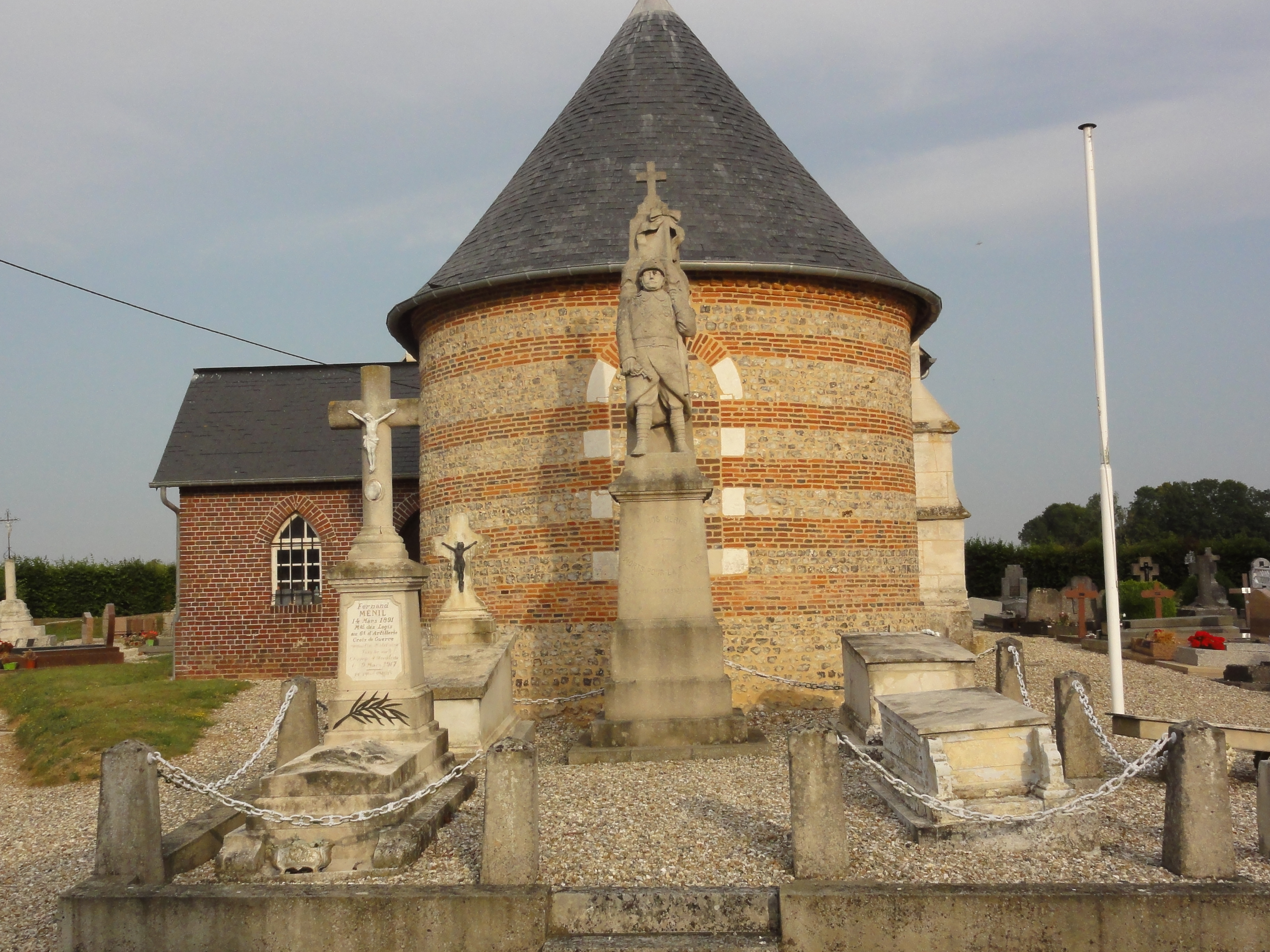
Carré militaire et monument aux morts.
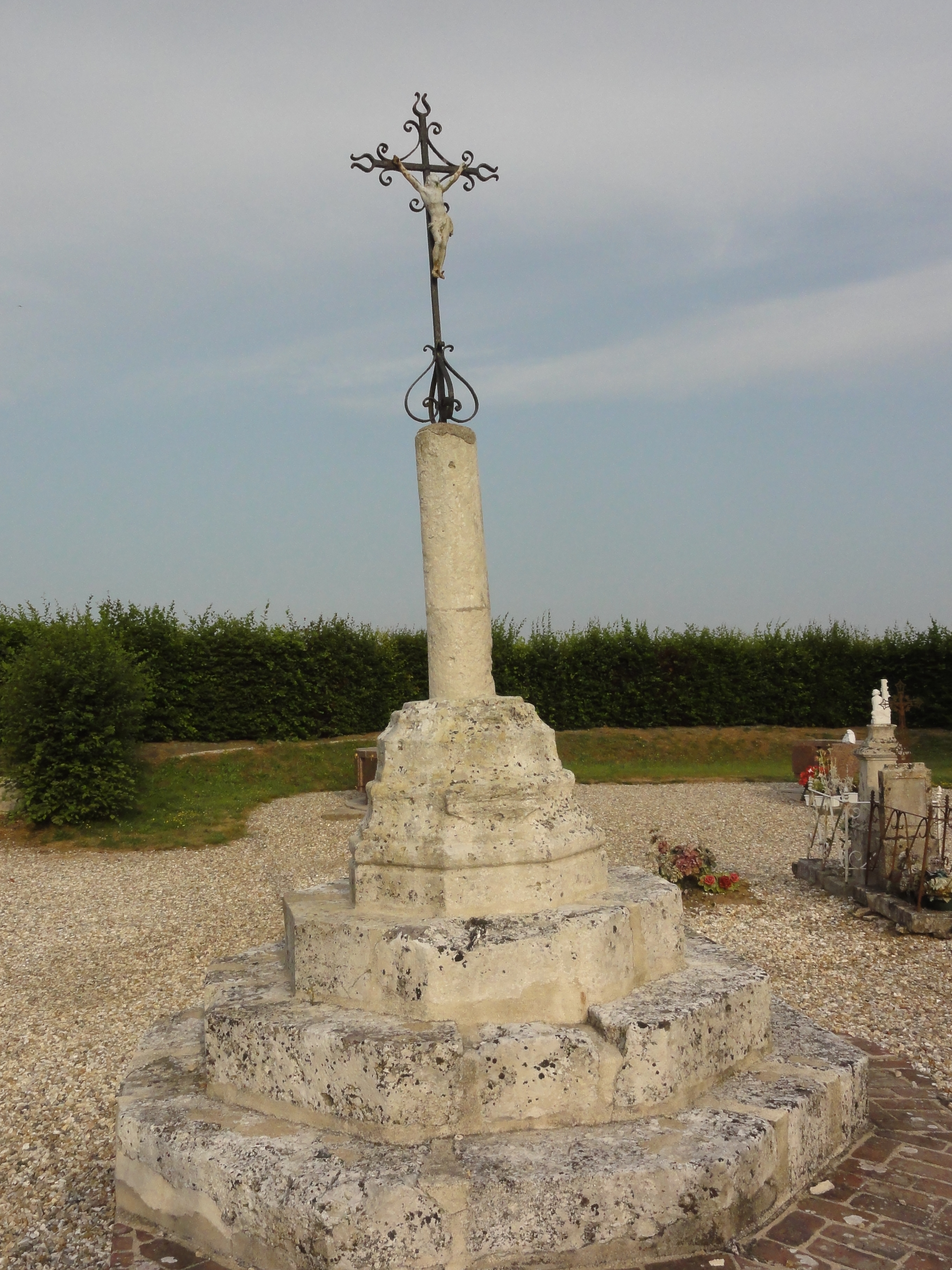
Croix de cimetière.

### Personnalités liées à la commune
- Geoffroy d'Auzouville et Hennequin d'Auberbosc participèrent à la conquête des îles Canaries en 1402 sous les ordres de Jean de Béthencourt.